# あしたはどっちだ、寺山修司
『あしたはどっちだ、寺山修司』（あしたはどっちだ、てらやましゅうじ）は、2017年の日本のドキュメンタリー映画。

## 概要
1960年代から1980年代にかけて、短歌、詩、映画、演劇など多くのジャンルで活躍し、47歳で亡くなった寺山修司の生涯を描く。
2017年（平成29年）12月2日から、東京都渋谷区のシアター・イメージフォーラムで封切られ、多くの若者がつめかけた。その後、全国で順次、公開された。
監督の相原は、価値観を転倒させ意識に革命を起こす寺山スピリッツは、今でも十分、魅力的だとしている。
タイトルの「あしたはどっちだ、」は、寺山が作詞した、アニメ『あしたのジョー』の同名主題歌の一節である。

## ストーリー
寺山修司は「最後に市街劇をもう一度やりたい。」という言葉を残して47歳で亡くなる。
1975年、寺山は主宰する演劇実験室「天井桟敷」の手で、一切の許可をとらず、杉並区一帯で30時間のゲリラ市街劇「ノック」を上演し、劇団員が逮捕される事件を起こす。
元劇団員など関係者への取材から、寺山が最後に構想した市街劇は、住民の意識を操作する危険な実験であり、寺山の創作の原点は、少年時代を過ごした青森県三沢市に起因することが、浮かび上がる。
やがて、寺山が、生涯大事にしていた1枚の古い写真が紹介される。

## 出演

### ドキュメント映像
- 寺山修司
- 九條今日子
- 河田悠三
- かわなかのぶひろ
- 京武久美
- 佐々木英明
- 佐々田季司
- 笹目浩之
- J・A・シーザー
- 白石征
- 昭和精吾
- 高取英
- 寺山孝四郎
- 寺山暢人
- 寺山偏陸
- 鳴海廣
- 新高恵子
- 萩原朔美
- パンチョ目黒
- 藤巻健二
- 藤原薫
- 幻一馬
- 蘭妖子

### イメージシーン
- 籠原帝子
- 髙橋優太
- 渡部剛己

## ナレーター
- 野村達也
- 會田栞子

## スタッフ
- 監督：相原英雄
- 特別監修：九條今日子
- 監修：寺山偏陸、笹目浩之
- プロデューサー：相原英雄、瓜田尚久、鈴木康弘
- アソシエイトプロデューサー：笹岡正之、大上貴摩瑳
- 企画協力：藤森茂
- 劇画：松森茂嘉
- 音楽：増田泉
- 音響効果：牛腸正二郎
- 撮影協力：福士正一、福士輝子、岩間秀逸
- 制作協力：テラヤマ・ワールド
- 製作：プラネットエンターテイメント